# Nechválova Polianka
Nechválova Polianka – wieś (obec) na Słowacji położona w kraju preszowskim, w powiecie Humenné. Pierwsze wzmianki o miejscowości pochodzą z roku 1547.
Według danych z dnia 31 grudnia 2012, wieś zamieszkiwało 95 osób, w tym 48 kobiet i 47 mężczyzn.
W 2001 roku rozkład populacji względem narodowości i przynależności etnicznej wyglądał następująco:
- Słowacy – 57,78%
- Rusini – 26,67%
- Ukraińcy – 15,56%

Ze względu na wyznawaną religię struktura mieszkańców kształtowała się w 2001 roku następująco:
- Katolicy rzymscy – 5,93%
- Grekokatolicy – 44,44%
- Ewangelicy – 0,74%
- Prawosławni – 47,41%
- Ateiści – 0,74%
- Nie podano – 0,74%